# From Forest to Mills
From Forest to Mills è un cortometraggio muto del 1912.

## Produzione
Il film fu prodotto dalla Selig Polyscope Company.

## Distribuzione
Distribuito dalla General Film Company, il film - un breve documentario di 100 metri - uscì nelle sale cinematografiche statunitensi il 23 agosto 1912.